# Altes Spittel

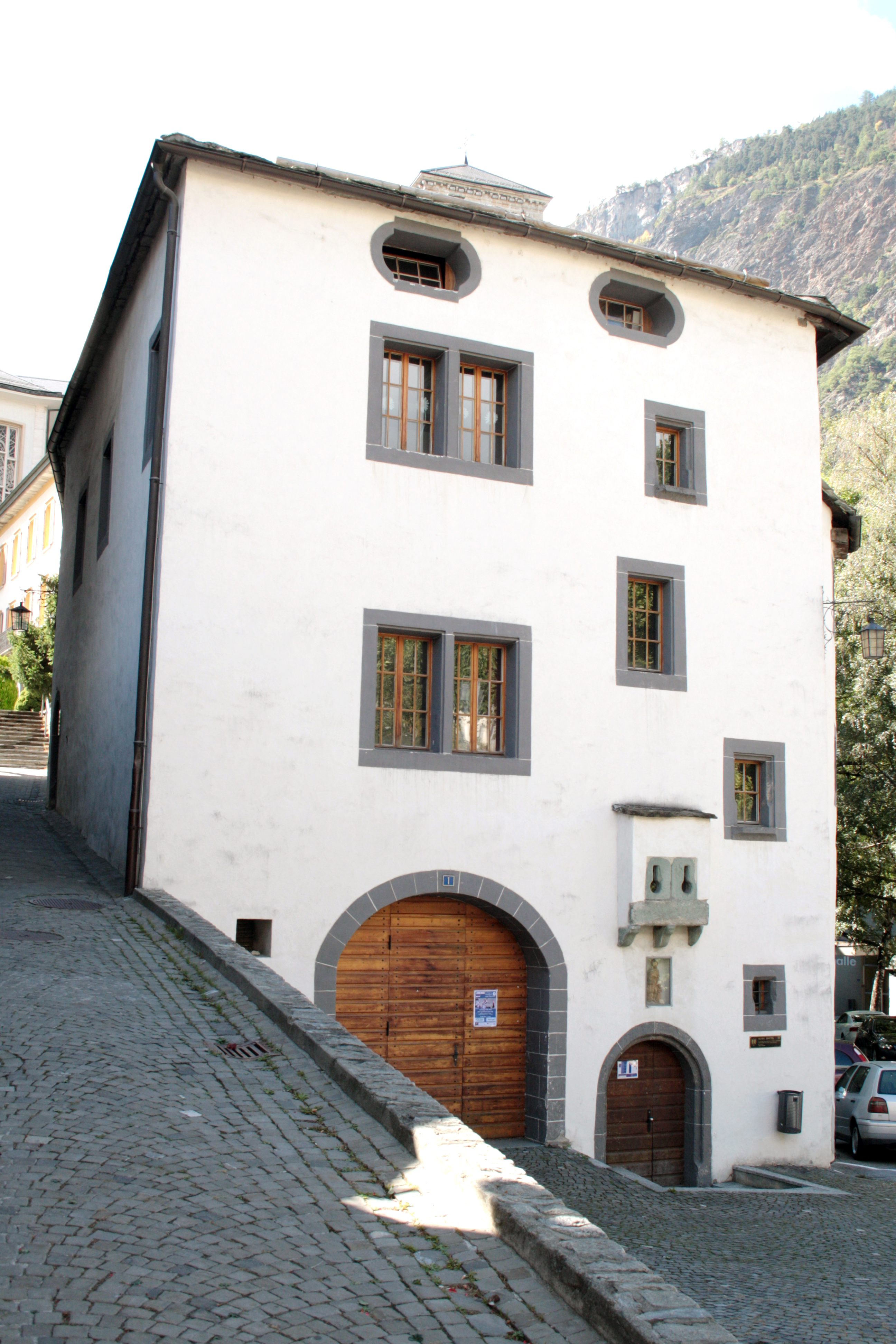
Altes Spittel. Sicht von Norden.

Das Alte Spittel wurde im 16. Jahrhundert in Visp, im Schweizer Kanton Wallis erbaut. Zunächst als Wohnhaus genutzt, diente das Gebäude von 1751 bis 1965 als Spital für arme Reisende.
Es gilt als regional schützenswertes Objekt der Kategorie B des Schweizer Denkmalschutzes und wird unter der KGS-Nr: 07183 auf der Liste der Haager Konventionen zum Schutz von Kulturgut bei bewaffneten Konflikten geführt.

## Geschichte
Das Haus wurde gemäss Inschrift im ersten Stockwerk im Jahr 1584 von Landeshauptmann Johann In-Albon erbaut und 1601 erweitert. Johann In-Albon erwarb 1569 den Bauplatz, wo einst eine Säge, Mühle und Pfisterei standen, von der Burgerschaft.
Im 17. Jahrhundert schuf Theodul Lambien die Grundlage zu einer Stiftung, indem er testamentarisch ein Haus mit dazugehörenden Gütern zur unentgeltlichen Beherbergung bedürftiger Reisender bestimmte. Diese Liegenschaft, nicht das im Artikel erwähnte Spittel, wurde samt Gütern für 1760 Pfund verkauft, wobei der Erlös den Armen zugutekam.
Landeshauptmann Franz Joseph Burgener belebte im Einverständnis mit Bischof Johann Joseph Blatter und dem Landvogt Joseph Zurkirchen die alte Stiftung wieder und kaufte 1751 das Haus des 1721 verstorbenen Kastlans Johann Bartholomäus Sterren. Das Haus wurde in der Folge als Spital zur Aufnahme armer Durchreisender und Pilger umgebaut. Zu diesem Zweck blieb es bis 1965 geöffnet.
1970 eröffnete der Verein insieme Oberwallis ein Kleininternat für Menschen mit Behinderung im Alten Spittel. 1989 wurde eine Fassadenrenovierung durchgeführt.
Von 1990 bis 1997 fand die Kita Spillchischta Platz in den Gemäuern.

## Lage und Aufbau
Das alte Spittel steht in einer Senke westlich vom blauen Stein. Auf dem aufsteigenden Hügel im Süden des Gebäudes liegt der St. Martiniplatz mit der St. Martinikirche und dem Burgenerhaus. Der Weg zum St. Martiniplatz östlich des Gebäudes ist die Spittelgasse.
Das längliche, dreistöckige Gebäude trägt auf dem zuoberst gelegenen Mezzaningeschoss ein Walmdach. Auf der Nordseite bildet ein Rundbogenportal aus Tuff den Eingang, darüber ein Pechnasenerker mit Schlüssellochscharten. Beidseitig der langen Westfront befinden sich zwei Toilettentürme; der eine  polygonal, der andere rechteckig.

## Heute
Aktuell ist im Obergeschoss mit Galerie und Mezzanin die Jugendarbeitsstelle Visp und das Jugendkulturhaus untergebracht. Im Keller betreibt der Visper Handballclub KTV Visp sein Klublokal. Im mittleren Geschoss, mit Eingang in der Spittelgasse, liegen die Räumlichkeiten des Forum Migration Wallis, der Vereinigung für Flüchtlingshilfe Oberwallis.